# كتاب الموتى
كتاب الموتى هو مجموعة من الوثائق الدينية والنصوص الجنائزية التي كانت تستخدم في مصر القديمة، لتكون دليلاً للميت في رحلته للعالم الآخر، اُستخدمت من بداية العصر الحديث للدولة المصرية القديمة (حوالي 1550 قبل الميلاد) إلى حوالي 50 قبل الميلاد. مصطلح «الكتاب» هو المصطلح الأقرب لوصف هذه المجموعة الواسعة من النصوص التي تتكون من عدد من التعاويذ السحرية تهدف إلى مساعدة رحلة شخص ميت إلى الآخرة. ألف هذه التعاويذ العديدُ من الكهنة خلال مدة من نحو 1000 سنة.
وهو يعتبر أقدم كتاب انتهى الينا علمه، دون في عصر بناء الهرم الأكبر، ولا تزال نسخة منه محفوظة في المتحف البريطاني. فيه دعوات للآلهة وأناشيد وصلوات، ثم وصف لما تلاقيه أرواح الموتى في العالم الآخر من الحساب وما يلحقها من عقاب وثواب.
فقد شيدوا المعابد الضخمة إلى جانب المقابر التي لا تقل روعة وفخامة، حيث اعتقدوا بالبعث وبعودة الروح التي كانوا يرسمونها في صورتين متقاربتين كا أو با.. كما حرصوا على وضع كل الاشياء الخاصة بالمتوفى من طعام وحلي وكل ما كان يحبه في حياته معه في مقبرته حيث يمكن لروح الميت أن تاكل وتشرب منها عند عودتها إلى الجسم، وقبل سعيها إلى الحياة الأخرى.
هذه التعاويذ والتمائم السحرية - فيما كان يسمى نصوص الأهرام في عصر الدولة القديمة - كانت تنقش على جدران المقابر العادية والاهرامات أو على التابوت الحجري أو الخشبي توضع إلى جانب المومياء لتكون دليلا للميت في رحلته للعالم الآخر.
حيث كانت هذه التعاويذ بمثابة تعليمات إرشادية تمكن المتوفى من تخطي العقبات والمخاطر التي ستصادفه في أثناء رحلته إلى الحياة الأخرى، وتدله أيضا على الوسائل التي يستخدمها ليتمم هذه الرحلة بنجاح من دون أن يتعرض لأي سوء.
في نفس الوقت تذكره بأسماء الآلهة التي سوف يصادفهم في طريقه هذا، إذ أن نسيان اسم أحد الآلهة لا يكون في صالحه، وخصوصا وأنه من ضمن تلقيه حسابه في الآخرة سوف يقف أمام محكمة مكونة من 40 إلاها.
في عصر الدولة الوسطى والدولة الحديثة، بدأ كتابة نصوص كتاب الموتى على ورق البردي ووضع هذا الكتاب بجوار المومياء داخل التابوت. وكان كل مصري قديم ذو شأن حريصا على تكليف الكهنة بتجهيز كتاب للموتى له، يذكر فيه اسمه واسم أبوه واسم أمه ووظيفته في الدنيا. وذلك استعدادا ليوم وفاته وتجهيز طقوس نقله إلى مقبرته.

## تعويذة رقم 125
من بين أكثر من 190 تعويذة عُرفت في نسخ كتاب الموتى، تظل التعويذة رقم 125 الأكثر شهرة ومحورية. فهي التي تصف لحظة محورية في حياة الروح بعد الموت: لحظة محاكمتها أمام أوزيريس في قاعة تُعرف بـ"قاعة العدالة" أو "قاعة الحقيقتين". 
في هذا المشهد، يُقاد المتوفى على يد الإله أنوبيس إلى المحكمة حيث يتوجب عليه الإدلاء بما يُعرف بـالاعتراف بالنفي — قائمة طويلة من 42 خطيئة يجب أن يؤكد الفرد أنه لم يرتكبها أبدًا. هذا الاعتراف لا يُقال عشوائيًا؛ بل يُتلى أمام 42 قاضيًا، ويستلزم معرفة دقيقة بأسمائهم، وأدوارهم، بل وحتى بأسماء الأبواب والأرضيات داخل القاعة، مما يبيّن أن الجهل بأبسط التفاصيل قد يحرم الروح من العبور. 
أحد أجزاء التعويذة يتطلب من الروح الرد حتى على الأرضية التي تقف عليها، التي قد تمنعها من المرور إذا لم تُعطَ اسم قدميها. وفي مثال من النص:
"الصورة المقدسة لهكتار هو اسم قدمي اليمنى؛ وزهرة حتحور هو اسم قدمي اليسرى."
بعد المرور بهذه المحاكمة المعقدة، يُوزن قلب المتوفى مقابل ريشة ماعت – رمز الحقيقة. فإذا كان القلب خفيفًا، دلالة على حياة نزيهة، عبرت الروح إلى النعيم؛ وإذا كان أثقل، سيلتهمه الوحش "عمعموت"، وتختفي الروح إلى الأبد. 

## شروط التلاوة
تعطي التعويذة أيضًا تعليمات دقيقة حول ما يجب ارتداؤه أثناء تلاوتها: من الثياب البيضاء، إلى الكحل، وزيت المرّ، وحتى نوع الأرض التي توضع عليها النسخة. هذه التفاصيل تظهر أن الطقوس لم تكن رمزية فقط، بل عملية ومدروسة بدقة لضمان النجاح في الحياة الآخرة. 

## المفاهيم المغلوطة
رغم شيوع الاعتقاد بأن كتاب الموتى كان يستخدم في طقوس سحرية على الأرض، إلا أن المصدر يوضح أن هذه التعاويذ لم يكن لها أي فاعلية في الحياة الدنيا. بل كانت تعمل فقط في عالم ما بعد الموت. حتى تعاويذ "التحوّل" الشهيرة، مثل التحول إلى زهرة لوتس أو صقر، لم تكن سوى أدوات روحية لحماية النفس في رحلتها الآخرة، وليست أدوات لتغيير الشكل في العالم المادي. 
الكتاب أيضًا لا يشبه كتاب الموتى التبتي إلا من حيث الوظيفة العامة في مساعدة الروح، لكنه يختلف جذريًا من حيث المحتوى والغرض: فالتبتي يُقرأ من قبل الأحياء للموتى، بينما المصري يُتلى من قبل الميت نفسه 

## مثال لما ورد في الكتاب
كتاب النهوض بقدوم النهار 
بالهيروغليفية:
| D21 · Z1 · M33 | W24 · Z1 | O1 · D21 | X1 · D54 | G17 | O4 · D21 | G43 | N5 · Z1 |

ويقوم الإله توت بتسجيل نتيجة الميزان. فإذا كان قلب الميت أخف من الريشة سمح له الحياة في الآخرة. وإذا كان قلب الميت أثقل من «ريشة الحقيقة» (ماعت) فمعنى ذلك أن الميت كان جبارا عصيا وكاذبا في حياته في الدنيا يفعل المنكرات، عندئذ يلقى بقلبه ويلتهمه الوحش الخرافي عمعموت المنتظر بجانب الميزان، وتكون هذه هي نهايته الأبدية.]]
من الأجزاء الأساسية في كتاب الموتى دعاء يدافع به الميت عن نفسه (ويسمى الاعتراف بالنفي): 
"السلام عليك أيها الإله الأعظم إله الحق. لقد جئتك ياإلهي خاضعا لأشهد جلالك، جئتك ياإلهي متحليا بالحق، متخليا عن الباطل، فلم أظلم أحدا ولم أسلك سبيل الضالين، لم أحنث في يمين ولم تضلني الشهوة فتمتد عيني لزوجة أحد من رحمي ولم تمتد يدي لمال غيري، لم أكن كذبا ولم أكن لك عصيا، ولم أسع في الإيقاع بعبد عند سيده. إني (ياإلهي) لم أجع ولم أبك أحدا، وماقتلت وماغدرت، بل وماكنت محرضا على قتل، إني لم أسرق من المعابد خبزها ولم أرتكب الفحشاء ولم أدنس شيئا مقدسا، ولم أغتصب مالا حراما ولم أنتهك حرمة الأموات، إني لم أبع قمحا بثمن فاحش ولم أغش الكيل. أنا طاهر، أنا طاهر، أنا طاهر. وما دمت بريئا من الأثم، فاجعلني ياإلهي من الفائزين.
«(لم احرم الماشية من عشبها، لم اصنع الفخاخ لعصافير الاله، لم اصطاد السمك من بحيراتهم، لم امنع المياه في موسمها، لم اقم سدا أو عائقا امام الماء الجاري، لم اطفي نار متأججه (مشتعله)»

## محتويات الكتاب
يبين لنا كتاب الموتى لدي قدماء المصريين العقائد الدينية التي كانت تشغلهم طوال حياتهم. فلم يكن الموت لديهم جزءا لا ينفصل عن الحياة فقط وإنما كان للناس عند ذلك الوقت مفهوما آخر عن الموت والحياة الأخرى عما نعتقده اليوم. وكتاب الموتى كان بما فيه من تعاويذ وتوجيهات للميت، تساعده على البعث والانتقال إلى الآخرة حيث يعيش فيها مثلما كان يعيش على الأرض ولكن بدون أمراض ولا إعياء ولا كبر في السن، بل أيضا يكون في الآخرة رفيقا للآلهة يأكل ويشرب معهم في بعض المناسبات.
وهدف الميت أو الموت كان الوصول إلى الحياة الأبدية في العالم الآخر، ولم يكن ذلك منطقيا لدى بعض الناس والشعوب في تلك العصور. وتصور المعيشة في الآخرة هو أن الميت الذي فعل صالحا في حياته وكان أمينا وصادقا يساعد الفقير والجوعان والعطشان، ويساعد الأرامل واليتامى، كان مثل هذا الإنسان يعيش طبقا لما أرادته له الآلهة من «حياة سوية، ونظام عدل»، رمز لهذا النظام المصري القديم ب ماعت آلهة الحق والنظام الكوني.
وكتاب الموتي يحتوي على عدة فصول، تصف وتشير إلى الآتي:
- وقاية الميت من الشياطين والأرواح الشريرة والثعابين وغيرها
- تعرف الميت عند البعث الطريق إلى الآخرة
- تساعده على عبور بحر النار، والصعاب التي تهدده
- تسمح له بالتردد بين العالم الأرضي والعالم الآخر
- تساعده على الحياة في الآخرة
- تساعده على الحصول على الماء والغذاء وتلقي الهبات والأضحية، وعطائها في العالم الآخر
- تساعده على معرفة الأماكن في الآخرة، وتذكر أسماء الآلهة والأسماء الهامة (مثل اسم باب الآخرة)، * وتساعده على معرفة الأبواب وأسمائها وتعاويذ فتحها والمرور منها والوصول إلى الآلهة وتعريف نفسه إليهم.

ورغم وجود بعض الاختلافات بين معتقداتنا في الحاضر عن الحياة الآخرة فتوجد بين معتقداتنا ومعتقدات المصري القديم تماثلات. فكانوا قدماء المصريين يعتقدون في البعث والمثول أمام هيئة قضائية مشكلة من 42 قاضيا ويعترف أمامها الميت أمامهم بأنه لم يسرق، ولم يغتال أحد، ولم يكذب، ولم، ولم، وكل ما لم يكن يفعله من سيئات في حياته في الدنيا.
…لم أتسبب في أذية أنسان،
ولم ارغم أحدا من أقاربي على فعل السيئ.
ولم أناصر العمل السيئ على العمل الطيب،
ولم أمشي مع المعتدي. …
(عن الألمانية من كتاب: Negatives Sündenbekenntnis I, aus: Kapitel 124, 3)

## صور من كتاب الموتى وشرحها

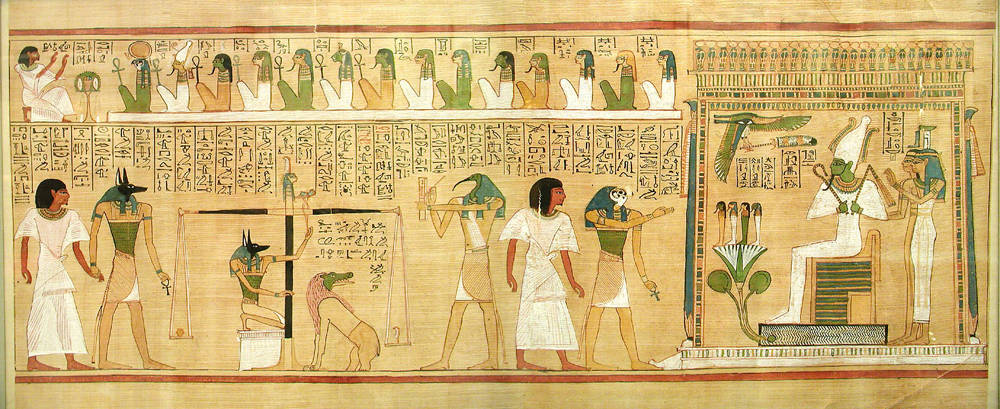
محكمة الموتى من كتاب الموتى (ملف بردي «حونيفر» من الأسرة التاسعة عشر)، بالمتحف البريطاني.

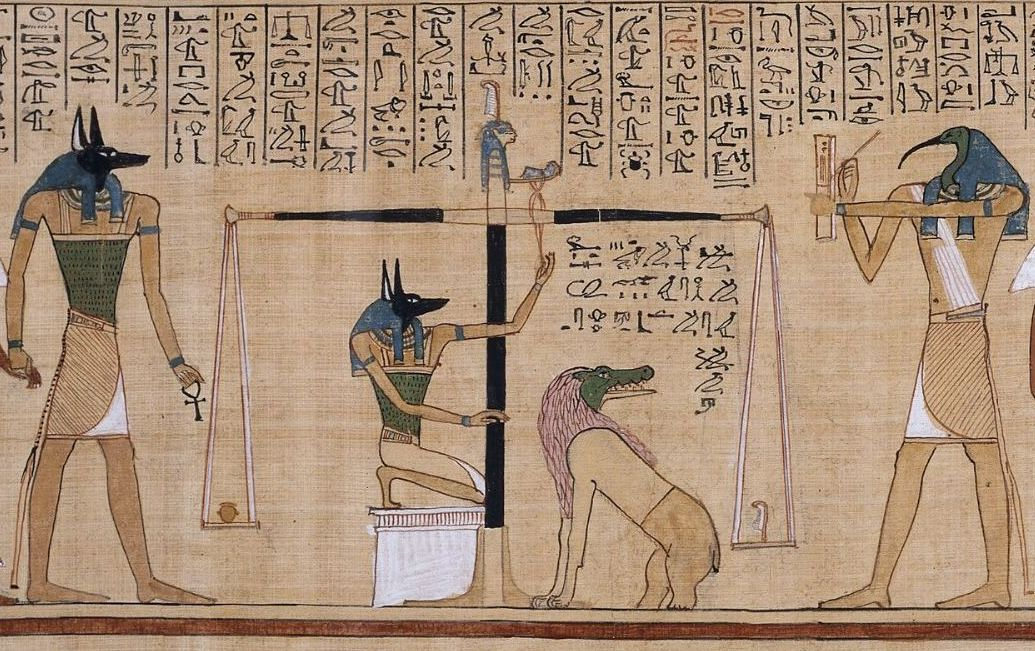
جزء من كتاب الموتى ل «حونفر» [Hunefer] (حوالي 1275 قبل الميلاد) تبين عملية وزن قلب حونفر في الميزان والمقارنة بريشة ماعت (الحقيقة والعدل) ويقوم بها الإله أنوبيس.

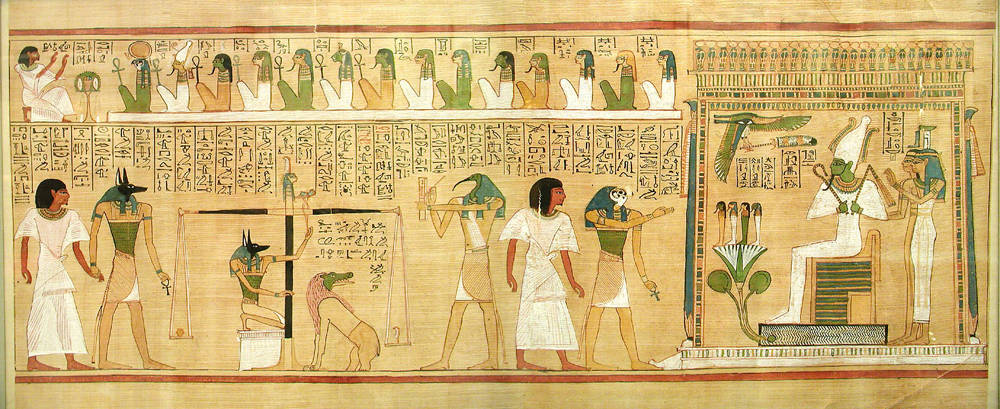
محكمة الموتى, في الصف العلوي يمثل الميت أمام محكمة مكونة من 42 قاضيا للاعتراف بما كان يفعله في حياته، في مقدمتهم رع-حوراختي. ونري إلى اليمين أسفل منهم أوزيريس جالسا على العرش وخلفه تقف أختاه إيزيس ونيفتيس وأمامه الأبناء الأربعة لحورس واقفون على زهرة البردي وقد قاموا بالمحافظة على جثة الميت في القبر. يأتي حورس بالميت لابسا ثوبا جميلا ليمثل أمام أوزيريس ويدخل بعد ذلك الجنة. إلى اليسار نرى أنوبيس يصاحب الميت لإجراء عملية وزن قلبه. في الوسط منظر عملية وزن قلب الميت: أنوبيس يزن قلب الميت ويقارنه بريشة الحق ماعت، بينما يقف الوحش الخرافي عمعموت منتظرا التهام القلب إذا كان الميت خطاء عصيا، ويقوم تحوت (إله الكتابة) بتسجيل نتيجة الميزان بالقلم في سجله. (ملف بردي «حونيفر» من الأسرة التاسعة عشر)، بالمتحف البريطاني.

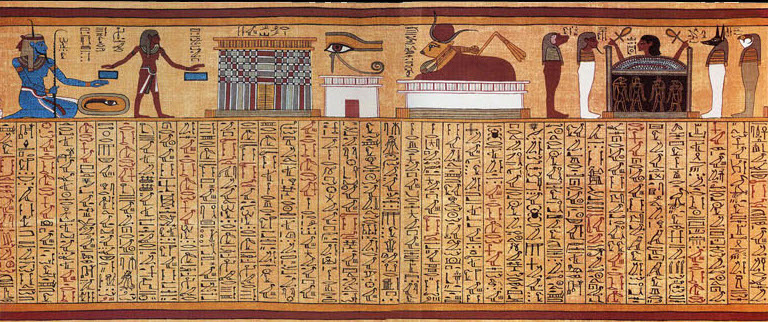
المقولة رقم 17 من ملف بردي "أني" Papyrus of Ani :
المشهد العلوي يبين من اليسار إلى اليمين الإله هيه إله الأبدية ويمثل هنا البحر، ثم تأتي بوابة تدخل إلى عرش أوزيريس ممثلة بعين حورس، والبقرة السماوية محيت-وريت، ثم منظر الميت يقوم من تابوته ويحرسه الأربعة أبناء لحورس، وهم: «حابي» و«أمستي» و«دواموتيف» و«كبحسنوف».

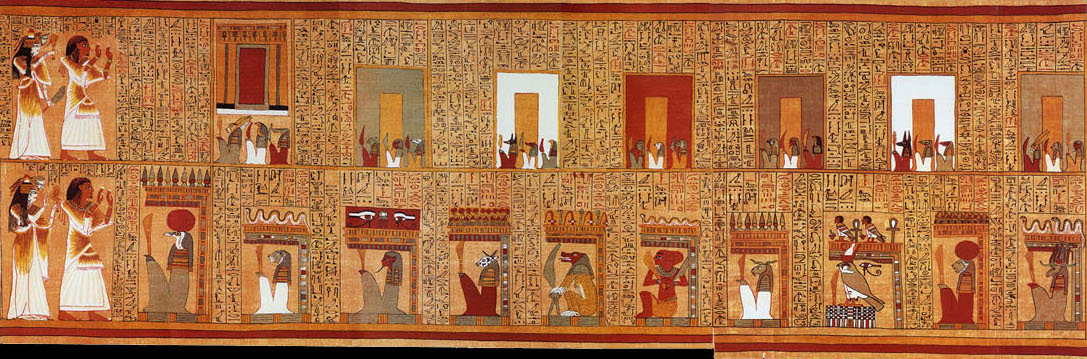
نصين لمقولة الأبواب. في صف الرسوم العليا نجد «أني» وزوجته يواجهان سبعة أبواب لبيت أوزيريس. وفي صف الرسوم السفلي الزوجان يدخلان بيت أوزيريس من حقل الأشجار ويقابلون 10 من 21 من الأسرار السماوية وتقوم بحراستها كائنات شرسة كل واحد منها في صومعته.

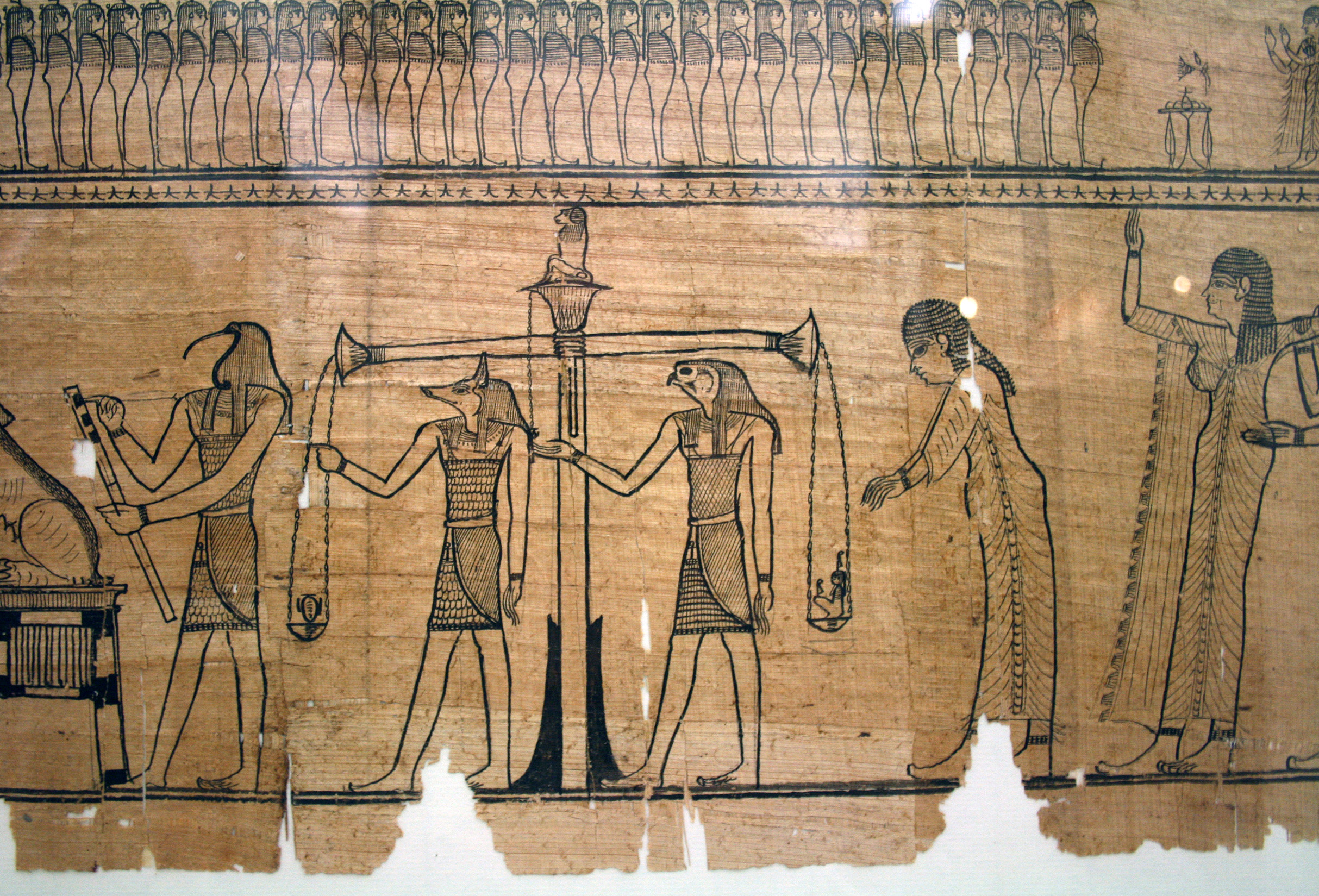
عملية وزن قلب الميت، ويقوم بها هنا حورس وأنوبيس، ويسجل توت نتيجة الميزان: من كتاب الموتى ل سيسوستريس.

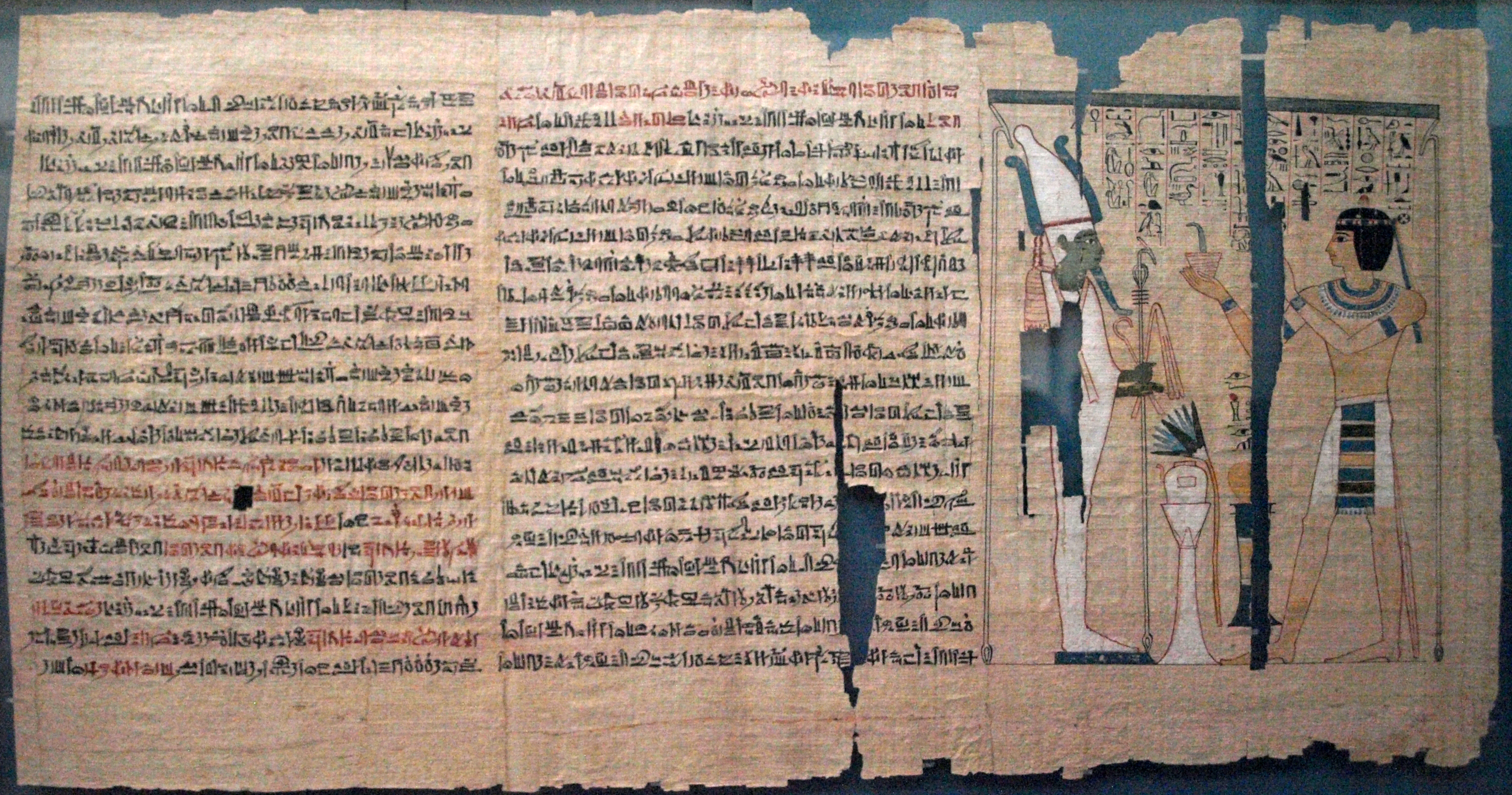
جزء من كتاب الموتي ل «بينجيم الثاني»، ويرى هنا «بينجيم» يقدم إلى أوزيريس آنية مليئة بالبخور أو الدهن العطري.

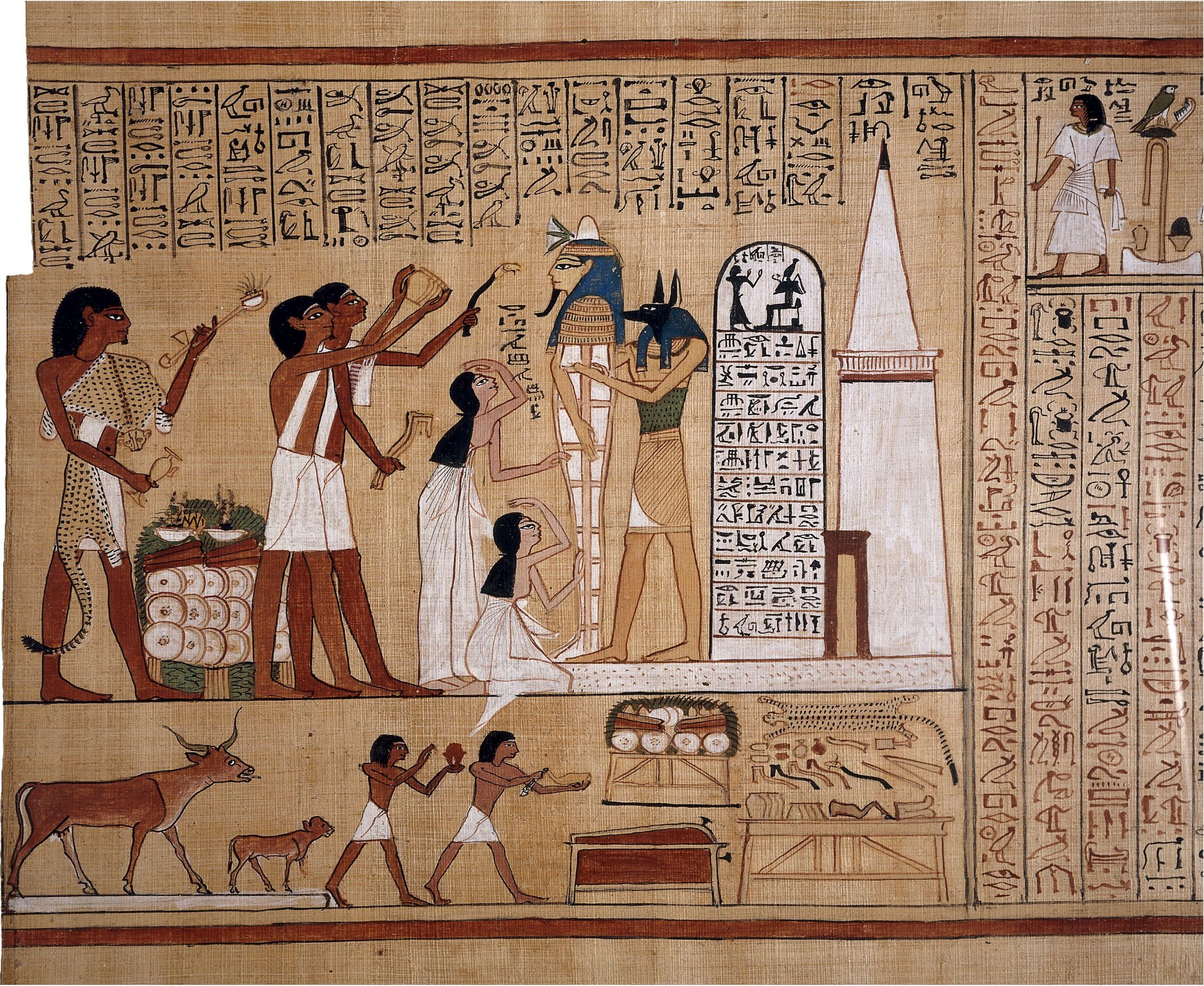
كهنة أنوبيس الذي يرافق الميت إلى العالم الآخر يفتحون فم الميت بعد تحنيطه بمفتاح خاص، حتى يستطيع التنفس والكلام بعد ذلك حين يبعث. تلك من الطقوس الجنائزية في مصر القديمة وتوصف في كتاب الموتى وفي نصوص الأهرام. ونرى زوجة الميت وابنته تبكيان، كما نرى خلف الميت لوحة القبر التي ستوضع عند بوابة القبر، للتعريف بصاحب القبر، حتى لا يضيع اسمه.

## آراء حول كتاب الموتى
- ذكر المفكر الراحل دكتور مصطفى محمود في إحدى حلقات برنامجه العلم والإيمان، أن كتاب الموتى الفرعوني يثبت التوحيد، الفراعنة وإيمانهم بإله واحد واستشهد في ذلك بإحدى العبارات الذي دونها المصريون القدماء في كتاب الموتى وهم يحدثون الله وهي «أنت الأول وليس قبلك شئ، وأنت الأخر وليس بعدك شئ»، ويقول الإله الواحد في كتاب الموتى «خلقت كل شئ وحدي ولم يكن بجواري أحد». واستطرد الدكتور مصطفى محمود في شرح نماذج من كتاب الموتى الذي يرى أنه لم يحرف ويجب إعادة صياغة التاريخ من جديد لإثبات أن المصريين  القدماء أمنوا باله واحد.[4] [فيديو]